# Adicella hiddekel
Adicella hiddekel is een schietmot uit de familie Leptoceridae. De soort komt voor in het Oriëntaals gebied.